# 里奇 (密西西比州)
里奇（英語：Rich）是位於美國密西西比州科荷馬縣的非建制地區。

## 歷史
里奇的郵局於1888年設立，其後於1994年停運。該地於1900年時約有30人。

## 地理
里奇所處的海拔為高於海平面55米（即180英呎），而該地所採用的時區為UTC-6，即北美中部時區（CST）。同時該地設有夏令時間，為UTC-6調快一小時，即UTC-5（CDT）。